# 傾斜軌道
衛星の軌道が惑星の赤道面に対して0ではない角度を持つ時、衛星は傾斜軌道(Inclined orbit)を占めているという。この角度は軌道傾斜角と呼ばれる。同様に、惑星の軌道が恒星の赤道面に対して0ではない角度を持つ時、惑星は傾斜軌道を占めているという。

## 対地同期傾斜軌道
衛星が地球の赤道上空約36,000 kmに設置されると対地同期軌道となり、地上の固定点から見ると動いていないように見える。衛星の軌道面は赤道面から数度傾いており、傾斜軌道にある。対地同期傾斜軌道の場合、衛星は対地同期の状態（24時間毎に地球の周りを1周する状態）にあるが、対地静止の状態にはない。地球上の固定点から観測すれば、南北方向に伸びたアナレンマを描く。衛星は、恒星日毎に一度、同じアナレンマを描く。
静止軌道は安定ではない。上記の重力に積極的に対抗するために、一定の操作が行われる。通常はヒドラジンであるが、衛星の燃料の大部分は、この目的のために用いられる。さもなければ、衛星の軌道傾斜角は時間の経過に応じて変化してしまう。燃料が尽きた衛星の寿命の最後には、このような軌道傾斜角の補正は断念され、軌道離心率のみが制御されることになる。これによって燃料の消費が抑えられ、衛星の寿命が伸びるが、衛星は南北方向の動きを追うことの出来る地上のアンテナのみでしか用いられないようになる。燃料が尽きる前、次のミッションのための静止高度を空けるため、衛星は墓場軌道に移動させられる。
NASAは、様々な軌道の視覚化のため、大部分の商業衛星の軌道をリアルタイムで表示するJavaベースのシステムを運用している。